# Garibaldi Alves Filho
Garibaldi Alves Filho (Natal, 4 de febrero de 1947) es un político brasileño. Es miembro del Partido del Movimiento Democrático Brasileño y fue Ministro de Seguridad Social del gabinete de Dilma Rousseff. Fue Presidente del Senado Federal de su país, siendo sustituido por José Sarney.
Ha sido diputado estatal en Rio Grande do Norte, y federal en la Cámara de Diputados. Desde 1999 a 2003 fue gobernador de su estado natal. También ha sido miembro del Senado de Brasil. Se presentó de nuevo a gobernador en las elecciones a la gobernadoría de 2006. Las encuestas le daban como ganador ante la gobernadora Wilma Maria de Faria, sin embargo perdió ya la primera vuelta, pero Maria de Faria no obtuvo la mayoría absoluta. Si lo hizo sin embargo en la segunda vuelta, quedándose Alves Filho en el 47,62% de los votos. Fue elegido presidente del Senado Federal de Brasil el 12 de diciembre de 2007, con 68 votos a favor, 8 en contra y 2 abstenciones.
En agosto de 2017, la Fiscalía General de Brasil presentó una denuncia por corrupción contra él.